# (8122) Holbein
(8122) Holbein ist ein Asteroid des Hauptgürtels, der am 24. September 1960 von dem niederländischen Astronomenehepaar Cornelis Johannes van Houten und Ingrid van Houten-Groeneveld entdeckt wurde. Die Entdeckung geschah im Rahmen des Palomar-Leiden-Surveys, bei dem von Tom Gehrels mit dem 120-cm-Oschin-Schmidt-Teleskop des Palomar-Observatoriums aufgenommene Feldplatten an der Universität Leiden durchmustert wurden.
Der Asteroid gehört zur Nysa-Gruppe, einer nach (44) Nysa benannten Gruppe von Asteroiden, die auch als Hertha-Familie bekannt ist (nach (135) Hertha).
(8122) Holbein wurde am 2. April 1999 nach den deutschen Malern Hans Holbein der Ältere (~1465–1524), der vor allem durch seine sakralen Arbeiten bekannt ist, und seinem Sohn Hans Holbein der Jüngere (~1497–1543), der sich mehr der Porträtmalerei widmete, benannt.